# Nesticus jonesi
Nesticus jonesi là một loài nhện trong họ Nesticidae.
Loài này thuộc chi Nesticus. Nesticus jonesi được Willis J. Gertsch miêu tả năm 1984.